# Питтас, Памбос
Памбос Питтас (греч. Pambos Πίττας; 26 июля 1966, Лимасол, Кипр) — кипрский футболист, выступавший на позиции защитника, и футбольный тренер. Бывший игрок сборной Кипра.

## Клубная карьера
Родился 26 июля 1966 года в городе Лимасол. Всю профессиональную карьеру провёл в клубах из этого города. Около 16 лет, с 1986 по 2002 годы выступал за клуб «Аполлон», в составе которого провёл 342 матча и забил 49 голов в чемпионате Кипра, дважды стал чемпионом и дважды обладателем Кубка страны. В 2002 году подписал контракт с клубом АЕЛ (Лимасол), где провёл ещё три сезона. Завершил карьеру в 2005 году.

## Карьера в сборной
Дебютировал за сборную Кипра 14 января 1987 года в матче отборочного турнира чемпионата Европы 1988 со сборной Греции и с тех пор регулярно вызывался в сборную. Первый гол за национальную команду забил 22 октября 1988 года, реализовав пенальти на 78-й минуте в матче отборочного турнира чемпионата мира 1990 против сборной Франции. Встреча завершилась довольно неожиданной ничьей 1:1.
С 1994 года был капитаном сборной Кипра.
Выступал за сборную вплоть до 1999 года, в 1998—1999 провёл 7 из 8 матчей в отборочном турнире к чемпионату Европы 2000, который стал одним из наиболее успешных в истории сборной. В стартовом матче квалификации Кипр одержал домашнюю победу со счётом 3:2 над сборной Испании, а всего по итогам турнира набрал 12 очков и занял 4 место в группе, не добрав одного очка до зоны стыковых матчей. Тем не менее, 8 сентября 1999 года в своём последнем матче за сборную Кипра, сыгранном в рамках отборочного цикла, Питтас вместе с командой потерпел сокрушительное поражение от испанцев со счётом 0:8.
В общей сложности провёл за сборную Кипра 83 матча, что является четвёртым лучшим результатом в истории сборной.
С 2014 по 2016 год возглавлял юношескую сборную Кипра до 17 лет.

## Достижения
«Аполлон» Лимасол
- Чемпион Кипра: 1990/1991, 1993/94
- Обладатель Кубка Кипра: 1991/1992, 2000/01

## Личная жизнь
Его сын Иоаннис Питтас (р. 1996) — также стал футболистом и выступает за сборную Кипра.